# Dragon Quest VI: Los reinos oníricos
Dragon Quest VI: Los reinos oníricos (ドラゴンクエストVI 幻の大地 Doragon Kuesuto Shikkusu Maboroshi no Daichi?, lit. Dragon Quest VI: La Tierra de las Ilusiones),  (Dragon Quest VI: Realms of Revelation lit. Dragon Quest IV: Los Reinos de las Revelaciones en América, y Dragon Quest VI: Realms of Reverie en Europa) en un videojuego de rol desarrollado por Heartbeat y distribuido por Enix (ahora Square-Enix) para la SNES como parte de la serie Dragon Quest. Esta es el último juego de "Dragon Quest" de la trilogía de Zenithia. El juego fue lanzado el 9 de diciembre de 1995 sólo en Japón. Esta entrega de la serie Dragon Quest fue desarrollada por Heartbeat mientras que los anteriores Dragon Quest fueron desarrollados por Chunsoft. En julio de 2007, Square Enix anunció una serie de remakes de Dragon Quest IV: Chapters of the Chosen, Dragon Quest V: Hand of the Heavenly Bride y Dragon Quest VI: Realms of Revelation para la Nintendo DS, convirtiéndose en la primera remake de este último juego en otras consolas. El título fue lanzado por primera vez en Norteamérica el 14 de febrero de 2011 y el 20 de mayo de 2011 en Europa.
Como la sexta entrega de la serie "Dragon Quest", los gráficos y el modo de juego permanecen similares a los otros juegos de la serie, con pequeñas adiciones y mejoras. Los gráficos fueron enormemente mejorados desde Dragon Quest V: Hand of the Heavenly Bride, que también había salido para SNES, pero con gráficos menos impresionantes debido a que es un juego anterior en la consola. La navegación permanece en gran parte sin cambios desde los anteriores entregas y las batallas por turno permanecen en primera persona. El sistema de clases de "Dragon Quest III" volvió, con ajustes menores. A pesar del muy alto precio de 11.970 yenes (cerca de 137 dólares), Dragon Quest VI vendió 3,2 millones de copias en Japón, volviéndose el juego más vendido de 1995. La versión para DS vendió otro millón de copias para marzo de 2010.
La historia sigue al tradicional "Héroe" de "Dragon Quest" en su búsqueda de salvar el mundo. En esta entrega en particular, los héroes también tienen que soportar una lucha personal contra la amnesia, ya que muchos de los personajes no recuerdan inicialmente quienes son. Después de completar una serie de misiones, el jugador se dará cuenta de que además del Mundo Real hay un Mundo Onírico, hecho de los sueños de las personas, y un gran mal que quiere conquistar ambos mundos. El Héroe y su nuevo equipo trabajan juntos para salvar ambos mundos de la siempre creciente amenaza.

## Jugabilidad
"Dragon Quest VI" es un videojuego de rol basado en turnos (con una vista aérea) que ofrece batallas aleatorias y un sistema de clases en el que el Héroe y su equipo adquieren nuevas habilidades y conjuros. El héroe viaja a través del mundo reuniendo un equipo que lo acompañara en su aventura. Para progresar en la aventura, el equipo debe derrotar a los monstruos jefes o provocar la activación de diversas banderas. Para derrotar a los jefes, el jugador debe pasar tiempo entrenando al equipo ganando puntos de experiencia en las batallas para aumentar el nivel de los personajes y sus clases.
Otras nuevas características fueron agregadas a la serie, como que los monstruos sean animados cuando atacan. El "Slime Arena" y el "Best Dresser Contest" fueron los nuevos minijuegos agregados; y los casinos regresaron de las anteriores entregas de "Dragon Quest". Al igual que en juegos anteriores, las minimedallas pueden ser halladas dispersas por el mundo y cambiadas por items. Hay bonus dungeons (calabozos extra) y algunos personajes extra después de terminar la historia principal. Hay un sistema de día y noche, al igual que algunas entregas previas; con algunos eventos que sólo ocurren de noche. Aunque el la clase "Monster Master" puede capturar monstruos en la versión original para SNES, esta no es una parte importante del juego. Otra característica que regresó de los últimos dos juegos es el uso del carromato, que permite que los personajes sean cambiados por otros ya hallados.
Este "Dragon Quest", similar a "Dragon Quest III" y "Dragon Quest VII", tiene un sistema de clases. Una vez que los personajes llegan a Alltrades Abbey, tienen la opción de volverse una de las muchas clases iniciales. Una vez que un personaje ha dominado dos o tres clases iniciales, puede cambiar a una clase híbrida; por ejemplo, un guerrero y un artista marcial forman un gladiador. Algunas de estas clases híbridas tienen bonus especiales más allá de sus estadísticas y habilidades como el Mercader que otorga un pequeño bonus a los ingresos del grupo luego de cada batalla o la clase Monster Master que en la versión para SNES permite reclutar monstruos en batalla. Para dominar una clase, el personaje debe luchar un determinado número de batallas como miembro de esa clase. Una vez que ciertas clases híbridas son dominadas, una estadística relacionada con esa clase aumentará de forma permanente. También hay dos clases, Dragon (Hackasaurus) y Liquid Metal Slime, que pueden desbloquearse a partir de libros consumibles. Dragon Quest VI fue el primer juego de la serie en incluir destrezas o habilidades (トクギ tokugi?) (ataques especiales y otras técnicas que no son conjuros y usualmente no cuestan puntos de maná) para los miembros humanos del equipo. Estas habilidades especiales fueron agregadas a las remakes de Dragon Quest III, IV, V y sucesivas entregas de la serie.

## Personajes
- El héroe
- Ebanisto
- Mencía
- Lucía
- Francis
- Norris
- Aniceto
- Lizzie
- Sir Glab
- Curi
- Manchas
- Marglés
- Azogue

## Villanos
- Murdaw
- Aguileón
- Gracos
- Dhuran
- Blackmar
- Mortamor
- Nokturnus

## Recepción
A pesar del muy alto precio de 11.970 yenes (cerca de cien dólares, Dragon Quest VI vendió 3,2 millones de copias en Japón, volviéndose el juego más vendido de 1995. En 2010, Dragon Quest VI para la Nintendo DS vendió casi un millón de copias en Japón en su primera semana. El juego vendió más de 1,2 millones de copias para marzo de 2010.
De acuerdo a Nintendo Power, se planeaba lanzar Dragon Quest VI en Estados Unidos en la primavera de 1996 bajo el título de "Dragon Warrior V". Sin embargo, la localización del juego para Super Nintendo nunca tuvo lugar, Enix ya se había rendido en el mercado estadounidense. Square, una de las únicas compañías que seguía deseando llevar los videojuegos de rol de consola a los Estados Unidos, también seguía luchando para conseguir que sus juegos se vendan en Estados Unidos, y por eso, Dragon Quest VI no tenía empresas que desearan correr el riesgo de lanzarlo. En Nintendo Power vol. 81, el personal escribió un artículo sobre Dragon Quest VI, esperando que el juego tuviera un lanzamiento en Estados Unidos. También sugirieron porque la serie podría no agradar a la audiencia estadounidense: hay demasiada pelea y no suficiente aventura. Otros críticos mencionaron que el sistema de construcción de clases se volvió tedioso y que el universo doble era insoportable, dos puntos en contra de un lanzamiento en Estados Unidos. Dragon Quest VI apareció séptimo en la lista de los "10 Mejores Juegos Japoneses Jamás Lanzados en EE. UU" de la revista GamePro en su entrega de mayo de 2005.
Kurt Kalata de Gamasutra elogió la historia del juego, en particular su innovador escenario. A pesar de que se lo puede comparar con el entorno del mundo de luz-oscuridad de The Legend of Zelda: A Link to the Past, Dragon Quest VI ofrece un entorno único del mundo real y del mundo de los sueños, que sugiere que ha tenido una influencia en los siguientes juegos de rol de Square, como Chrono Cross y Final Fantasy X. Kalata también elogió las mejoras de jugabilidad, incluyendo su sistema de clases que supera al de Dragon Quest III y ahora es más similar al de Final Fantasy V, y la adición de una bolsa que supera a la administración del inventario de los anteriores juegos. Kalata concluye que "sigue siendo un juego fantástico."